# Delroy Wilson
Delroy Wilson, CD (* 5. Oktober 1948 in Trenchtown; † 6. März 1995 in Kingston) war ein jamaikanischer Sänger und Komponist des Ska, Rocksteady und Reggae. Seine Beinamen lauteten „Cool Operator“ und „The Dean of Reggae“. Durch seinen relativ frühen Erfolg im Musikgeschäft gilt Delroy Wilson als erster Kinderstar Jamaikas.

## Werdegang
Delroy wurde in Trenchtown, einem Armenviertel von Kingston, geboren. Er begann seine Musikkarriere im Alter von 13 Jahren, als er noch Schüler an der Boys Town Primary School in Kingston war. Für den Plattenproduzenten Clement „Coxsone“ Dodd nahm er 1962 die Ska-Single Emmy Lou auf. In Zusammenarbeit mit Coxsone Dodd entstanden viele weitere Singles, darunter die von Lee Perry geschriebenen Titel Joe Liges, Spit in the Sky und Prince Pharoah, die sich gegen Coxsones Konkurrenten und ehemaligen Angestellten Prince Buster richteten. Im Ska-Stück Prince Pharoah ist neben Wilson ausnahmsweise auch Dodds Stimme zu hören, der seinem Rivalen den Niedergang wünscht.
Wilsons Stimmbruch fiel mit dem Aufkommen der neuen Musikrichtung Rocksteady zusammen, zu deren frühesten Aufnahmen Wilsons Singles Dancing Mood (1966; Saxophon-Solo von Headley Bennett), Never Conquer/Trying to Conquer Me (1967) und Jerk All Night gehören. Die Klassiker Dancing Mood, eigentlich ein Lied der Gesangsgruppe The Tams, und Never Conquer hat Wilson im Laufe seiner Karriere immer wieder neu aufgenommen. Jerk All Night ist eine eigenwillige Adaption von Lee Dorseys Hit Ya Ya und wurde zusammen mit Bob Marleys Band The Wailers eingespielt.
Nachdem er sich von Coxsones Studio One getrennt hatte, arbeitete Wilson mit verschiedenen Plattenlabeln zusammen. Erst durch die Zusammenarbeit mit dem Musikproduzenten Bunny Lee kam 1971 sein Debütalbum Better Must Come mit Aston Barrett am Bass und Lloyd „Tin Legs“ Adams am Schlagzeug zustande. Im Jahr 1972 machte die People’s National Party von Michael Manley Wilsons Song Better Must Come zu ihrem Wahlkampflied und verwendete den Titel auch als Wahlkampfslogan.
Im gleichen Zeitraum spielte Wilson mit den Wailers die Single Cool Operator ein, die zu seinem Beinamen führte. Dank Bunny Lee konnten seine Platten auch auf Trojan Records im Vereinigten Königreich erscheinen und damit ein größeres Publikum erreichen.
Um das Jahr 1972 wurde Wilson der Mentor des nächsten jamaikanischen Kinderstars, des Boy Wonder from Jamaica Dennis Brown. Wilson erklärte dem 15-jährigen Brown u. a. anhand des Songs Stick by Me die richtige Phrasierung. Brown gab ihm aus Dankbarkeit den Beinamen „The Teacher“.
Ende der 1970er Jahre entstanden die Alben True Believer in Love, Who Done It und Nice Times. An den Alben waren u. a. die Musiker Sly Dunbar (Schlagzeug), Robbie Shakespeare (E-Bass), Earl „Chinna“ Smith (E-Gitarre), Winston Wright (E-Orgel), Bobby Ellis (Trompete), Tommy McCook (Tenorsaxophon) und die Heptones als Begleitsänger beteiligt.
Wilson erlitt in den Achtzigerjahren einen starken Bedeutungsverlust, unter dem er sehr litt. Delroy Wilson starb im Alter von 46 Jahren an den Folgen einer Leberzirrhose infolge seiner langjährigen Alkoholabhängigkeit.

## Familie
Delroys Bruder Trevor „Batman“ Wilson war ebenfalls im Musikgeschäft tätig und als Komponist an der Hitsingle Johnny Too Bad der Band The Slickers beteiligt. Der Titel war in dem jamaikanischen Blaxploitation-Film The Harder They Come zu hören und ist auch auf dessen Soundtrack enthalten.
Wilson hatte mehrere Kinder, die ihn teilweise als Background-Sänger begleiteten. Sein Sohn Karl „Konan“ Wilson (* 3. September 1989) ist Teil des britischen Hip-Hop-Duos Krept & Konan.

## Ehrungen
Die Punkband The Clash verewigte Delroy Wilson (neben Dillinger, Leroy Smart und Ken Boothe) 1978 in ihrem Song White Man in Hammersmith Palais mit der Zeile: „Delroy Wilson, you’re a cool operator.“
Am 5. Oktober 2013, seinem 65. Geburtstag, verlieh ihm der jamaikanische Staat postum den Order of Distinction in the Commander class (CD), einen Ehrenorden.

## Diskografie (Auswahl)
- 1964: I Shall Not Remove (Studio One)
- 1969: Good All Over (Coxsone Records)
- 1971: Better Must Come (Dynamic Sounds)
- 1973: Captivity (Big Shot)
- 1975: For I and I (Grounation)
- 1976: Sarge (LTD/Charmers)
- 1977: Money (Clocktower)
- 1977: Last Thing on My Mind (Harry J)
- 1977: Mr. Cool Operator (Eji Records)
- 1979: Dancing Mood (Studio One)
- 1979: Nice Time (Jamaica Sound)
- 1984: Worth Your Weight in Gold (Burning Sounds)
- 2009: Delroy Wilson Meets Sly & Robbie Downtown (Kingston Sounds)
- 2024: The Cool Operator (17 North Parade/VP Records)

## Filmografie
- 1982: Deep Roots, Dokumentarfilm des britischen TV-Senders Channel 4.[16]